# The Rough Diamond
The Rough Diamond is een Amerikaanse stomme westernfilm uit 1921. De film is verloren gegaan. In Nederland werden voor deze film naast Tom Mix, avonturen in Mexico ook de titels Tom als Mexicaansche revolutie-commandant en Generaal Tom gebruikt.

## Verhaal
Als hij tijdens het werken te veel tijd besteedt aan zingen en flirten wordt cowboy Hank Sherman (Tom Mix) ontslagen op de ranch. Hij sluit zich vervolgens met zijn muilezel en paard aan bij het circus. Hier is hij een attractie als hij zonder zadel op de dieren rijdt, met een tutu aan en een pruik op. Enkele van de bezoekers aan het circus zijn de knappe Gloria (Eva Novak) en haar vader Emeliano Gómez (Hector Sarno), de afgezette heerser van het koninkrijk van Bargravia. Gómez zoekt een dappere man die hem helpt een contrarevolutie te leiden en als hij Sherman een gevecht ziet winnen, is hij verkocht. Aangezien Sherman graag in de buurt wil zijn van Gloria, accepteert hij het aanbod van Gómez. Het lukt hem in Bargravia te komen - onderweg verslaat hij meerdere keren zijn tegenstander en Gloria's verloofde Pedro Sachet (Edward Brady). Gómez komt terug op de troon en Sherman trouwt met Gloria.

## Rolverdeling
| Acteur         | Personage      |
| -------------- | -------------- |
| Tom Mix        | Hank Sherman   |
| Eva Novak      | Gloria Gómez   |
| Hector Sarno   | Emeliano Gómez |
| Edwin J. Brady | Pedro Sachet   |
| Sid Jordan     | Manuel García  |